# Đội tuyển bóng đá quốc gia Togo
Đội tuyển bóng đá quốc gia Togo (tiếng Pháp: Équipe du Togo de football) là đội tuyển cấp quốc gia của Togo do Liên đoàn bóng đá Togo quản lý.
Thành tích tốt nhất của đội cho đến nay là lọt vào tứ kết cúp bóng đá châu Phi 2013. Đội đã một lần tham dự World Cup là vào năm 2006. Tại giải năm đó, đội đã để thua cả ba trận trước Thụy Sĩ, Pháp, Hàn Quốc và do đó dừng bước ở vòng bảng.

## Danh hiệu
- Vô địch WAFU Cup: 1

Vô địch: 2011

## Thành tích quốc tế

### Giải vô địch bóng đá thế giới
Tính đến nay, đội tuyển Togo mới một lần tham dự vòng chung kết Giải bóng đá vô địch thế giới vào năm 2006. Tuy nhiên họ dừng bước ngay ở vòng bảng sau khi để thua cả ba trận.
| Năm           | Thành tích                          | Thứ hạng                            | Số trận                             | Thắng                               | Hòa                                 | Thua                                | Bàn thắng                           | Bàn thua                            |
| ------------- | ----------------------------------- | ----------------------------------- | ----------------------------------- | ----------------------------------- | ----------------------------------- | ----------------------------------- | ----------------------------------- | ----------------------------------- |
| 1930 đến 1970 | Không tham dự là thuộc địa của Pháp | Không tham dự là thuộc địa của Pháp | Không tham dự là thuộc địa của Pháp | Không tham dự là thuộc địa của Pháp | Không tham dự là thuộc địa của Pháp | Không tham dự là thuộc địa của Pháp | Không tham dự là thuộc địa của Pháp | Không tham dự là thuộc địa của Pháp |
| 1974 đến 2002 | Không vượt qua vòng loại            | Không vượt qua vòng loại            | Không vượt qua vòng loại            | Không vượt qua vòng loại            | Không vượt qua vòng loại            | Không vượt qua vòng loại            | Không vượt qua vòng loại            | Không vượt qua vòng loại            |
| 2006          | Vòng 1                              | 30                                  | 3                                   | 0                                   | 0                                   | 3                                   | 1                                   | 6                                   |
| 2010 đến 2022 | Không vượt qua vòng loại            | Không vượt qua vòng loại            | Không vượt qua vòng loại            | Không vượt qua vòng loại            | Không vượt qua vòng loại            | Không vượt qua vòng loại            | Không vượt qua vòng loại            | Không vượt qua vòng loại            |
| 2026 đến 2034 | Chưa xác định                       | Chưa xác định                       | Chưa xác định                       | Chưa xác định                       | Chưa xác định                       | Chưa xác định                       | Chưa xác định                       | Chưa xác định                       |
| Tổng cộng     | 1/22                                | 1 lần vòng bảng                     | 3                                   | 0                                   | 0                                   | 3                                   | 1                                   | 6                                   |

### Cúp bóng đá châu Phi
| Cúp bóng đá châu Phi | Cúp bóng đá châu Phi                | Cúp bóng đá châu Phi                | Cúp bóng đá châu Phi                | Cúp bóng đá châu Phi                | Cúp bóng đá châu Phi                | Cúp bóng đá châu Phi                | Cúp bóng đá châu Phi                | Cúp bóng đá châu Phi     | Cúp bóng đá châu Phi |
| Vòng chung kết: 8    | Vòng chung kết: 8                   | Vòng chung kết: 8                   | Vòng chung kết: 8                   | Vòng chung kết: 8                   | Vòng chung kết: 8                   | Vòng chung kết: 8                   | Vòng chung kết: 8                   | Vòng chung kết: 8        | Vòng chung kết: 8    |
| Năm                  | Thành tích                          | Số trận                             | Thắng                               | Hòa                                 | Thua                                | Bàn thắng                           | Bàn thua                            |                          |                      |
| -------------------- | ----------------------------------- | ----------------------------------- | ----------------------------------- | ----------------------------------- | ----------------------------------- | ----------------------------------- | ----------------------------------- | ------------------------ | -------------------- |
| 1957 đến 1965        | Không tham dự là thuộc địa của Pháp | Không tham dự là thuộc địa của Pháp | Không tham dự là thuộc địa của Pháp | Không tham dự là thuộc địa của Pháp | Không tham dự là thuộc địa của Pháp | Không tham dự là thuộc địa của Pháp | Không tham dự là thuộc địa của Pháp |                          |                      |
| 1968 đến 1970        | Không vượt qua vòng loại            | Không vượt qua vòng loại            | Không vượt qua vòng loại            | Không vượt qua vòng loại            | Không vượt qua vòng loại            | Không vượt qua vòng loại            | Không vượt qua vòng loại            |                          |                      |
| 1972                 | Vòng 1                              | 3                                   | 0                                   | 2                                   | 1                                   | 4                                   | 6                                   |                          |                      |
| 1974                 | Bỏ cuộc                             | Bỏ cuộc                             | Bỏ cuộc                             | Bỏ cuộc                             | Bỏ cuộc                             | Bỏ cuộc                             | Bỏ cuộc                             |                          |                      |
| 1976 đến 1982        | Không vượt qua vòng loại            | Không vượt qua vòng loại            | Không vượt qua vòng loại            | Không vượt qua vòng loại            | Không vượt qua vòng loại            | Không vượt qua vòng loại            | Không vượt qua vòng loại            |                          |                      |
| 1984                 | Vòng 1                              | 3                                   | 0                                   | 1                                   | 2                                   | 1                                   | 7                                   |                          |                      |
| 1986 đến 1988        | Không vượt qua vòng loại            | Không vượt qua vòng loại            | Không vượt qua vòng loại            | Không vượt qua vòng loại            | Không vượt qua vòng loại            | Không vượt qua vòng loại            | Không vượt qua vòng loại            |                          |                      |
| 1990                 | Bỏ cuộc                             | Bỏ cuộc                             | Bỏ cuộc                             | Bỏ cuộc                             | Bỏ cuộc                             | Bỏ cuộc                             | Bỏ cuộc                             |                          |                      |
| 1992                 | Không vượt qua vòng loại            | Không vượt qua vòng loại            | Không vượt qua vòng loại            | Không vượt qua vòng loại            | Không vượt qua vòng loại            | Không vượt qua vòng loại            | Không vượt qua vòng loại            |                          |                      |
| 1994                 | Bỏ cuộc                             | Bỏ cuộc                             | Bỏ cuộc                             | Bỏ cuộc                             | Bỏ cuộc                             | Bỏ cuộc                             | Bỏ cuộc                             |                          |                      |
| 1996                 | Không vượt qua vòng loại            | Không vượt qua vòng loại            | Không vượt qua vòng loại            | Không vượt qua vòng loại            | Không vượt qua vòng loại            | Không vượt qua vòng loại            | Không vượt qua vòng loại            |                          |                      |
| 1998                 | Vòng 1                              | 3                                   | 1                                   | 0                                   | 2                                   | 4                                   | 6                                   |                          |                      |
| 2000                 | Vòng 1                              | 3                                   | 1                                   | 1                                   | 1                                   | 2                                   | 3                                   |                          |                      |
| 2002                 | Vòng 1                              | 3                                   | 0                                   | 2                                   | 1                                   | 0                                   | 3                                   |                          |                      |
| 2004                 | Không vượt qua vòng loại            | Không vượt qua vòng loại            | Không vượt qua vòng loại            | Không vượt qua vòng loại            | Không vượt qua vòng loại            | Không vượt qua vòng loại            | Không vượt qua vòng loại            |                          |                      |
| 2006                 | Vòng 1                              | 3                                   | 0                                   | 0                                   | 3                                   | 2                                   | 7                                   |                          |                      |
| 2008                 | Không vượt qua vòng loại            | Không vượt qua vòng loại            | Không vượt qua vòng loại            | Không vượt qua vòng loại            | Không vượt qua vòng loại            | Không vượt qua vòng loại            | Không vượt qua vòng loại            |                          |                      |
| 2010                 | Bỏ cuộc khi tham dự VCK             | Bỏ cuộc khi tham dự VCK             | Bỏ cuộc khi tham dự VCK             | Bỏ cuộc khi tham dự VCK             | Bỏ cuộc khi tham dự VCK             | Bỏ cuộc khi tham dự VCK             | Bỏ cuộc khi tham dự VCK             |                          |                      |
| 2012                 | Không vượt qua vòng loại            | Không vượt qua vòng loại            | Không vượt qua vòng loại            | Không vượt qua vòng loại            | Không vượt qua vòng loại            | Không vượt qua vòng loại            | Không vượt qua vòng loại            |                          |                      |
| 2013                 | Tứ kết                              | 4                                   | 1                                   | 1                                   | 2                                   | 4                                   | 4                                   |                          |                      |
| 2015                 | Không vượt qua vòng loại            | Không vượt qua vòng loại            | Không vượt qua vòng loại            | Không vượt qua vòng loại            | Không vượt qua vòng loại            | Không vượt qua vòng loại            | Không vượt qua vòng loại            |                          |                      |
| 2017                 | Vòng 1                              | 3                                   | 0                                   | 1                                   | 2                                   | 2                                   | 6                                   |                          |                      |
| 2019 đến 2023        | Không vượt qua vòng loại            | Không vượt qua vòng loại            | Không vượt qua vòng loại            | Không vượt qua vòng loại            | Không vượt qua vòng loại            | Không vượt qua vòng loại            | Không vượt qua vòng loại            | Không vượt qua vòng loại |                      |
| 2025                 | Chưa xác định                       | Chưa xác định                       | Chưa xác định                       | Chưa xác định                       | Chưa xác định                       | Chưa xác định                       | Chưa xác định                       | Chưa xác định            |                      |
| 2027                 | Chưa xác định                       | Chưa xác định                       | Chưa xác định                       | Chưa xác định                       | Chưa xác định                       | Chưa xác định                       | Chưa xác định                       | Chưa xác định            |                      |
| Tổng cộng            | 1 lần tứ kết                        | 25                                  | 3                                   | 8                                   | 14                                  | 19                                  | 42                                  |                          |                      |

## Cầu thủ

### Đội hình hiện tại
Đội hình được triệu tập tham dự vòng loại World Cup 2022 gặp Sénégal và Namibia vào tháng 11 năm 2021.
Số liệu thống kê tính đến ngày 15 tháng 11 năm 2021, sau trận gặp Namibia.
| Số | VT | Cầu thủ                  | Ngày sinh (tuổi)  | Trận | Bàn | Câu lạc bộ       |
| -- | -- | ------------------------ | ----------------- | ---- | --- | ---------------- |
|    | TM | Malcolm Barcola          | 14 tháng 5, 1999  | 14   | 0   | Lyon             |
|    | TM | Vigninou Agbagla         | 6 tháng 5, 1994   | 0    | 0   | ASKO Kara        |
|    | TM | Wassiou Ouro-Gneni       | 14 tháng 2, 1997  | 0    | 0   | AS Douanes       |
|    |    |                          |                   |      |     |                  |
|    | HV | Djené Dakonam            | 31 tháng 12, 1991 | 63   | 0   | Getafe           |
|    | HV | Klousseh Agbozo          | 26 tháng 6, 1994  | 12   | 0   | Olympique Béja   |
|    | HV | Kangnivi Ama Tchoutchoui | 28 tháng 5, 1994  | 8    | 0   | Nouadhibou       |
|    | HV | Youssifou Atté           | 16 tháng 5, 1996  | 6    | 0   | WAFA             |
|    | HV | Bilal Moussa             | 29 tháng 11, 1996 | 6    | 0   | Togo-Port        |
|    | HV | Gustave Akueson          | 20 tháng 12, 1995 | 2    | 0   | Granville        |
|    |    |                          |                   |      |     |                  |
|    | TV | Alaixys Romao            | 18 tháng 1, 1984  | 71   | 0   | Ionikos          |
|    | TV | Franco Atchou            | 3 tháng 12, 1995  | 25   | 1   | Erbil            |
|    | TV | Marouf Tchakei           | 15 tháng 12, 1995 | 18   | 2   | ASKO Kara        |
|    | TV | Gnama Akaté              | 25 tháng 11, 1991 | 11   | 1   | ASKO Kara        |
|    | TV | Roger Aholou             | 30 tháng 12, 1993 | 3    | 0   | USM              |
|    | TV | Samsondin Ouro           | 2 tháng 3, 2000   | 0    | 0   | Mura             |
|    |    |                          |                   |      |     |                  |
|    | TĐ | Kodjo Fo-Doh Laba        | 27 tháng 1, 1992  | 37   | 14  | Al Ain           |
|    | TĐ | Ihlas Bebou              | 23 tháng 4, 1994  | 27   | 1   | Hoffenheim       |
|    | TĐ | Euloge Placca Fessou     | 31 tháng 12, 1994 | 21   | 4   | Al-Tadamon SC    |
|    | TĐ | Kévin Denkey             | 30 tháng 11, 2000 | 16   | 2   | Cercle Brugge    |
|    | TĐ | Richard Nane             | 23 tháng 6, 1994  | 13   | 4   | Hafia            |
|    | TĐ | Elom Nya-Vedji           | 24 tháng 11, 1997 | 9    | 2   | Vllaznia Shkodër |
|    | TĐ | Ismaïl Ouro-Agoro        | 20 tháng 2, 1996  | 8    | 0   | ASC Kara         |
|    | TĐ | David Henen              | 19 tháng 4, 1996  | 5    | 0   | Grenoble         |
|    | TĐ | Serge Nyuiadzi           | 17 tháng 9, 1991  | 4    | 0   | Sūduva           |
|    | TĐ | Thibault Klidje          | 10 tháng 7, 2001  | 2    | 0   | Bordeaux         |

### Triệu tập gần đây
| Vt | Cầu thủ               | Ngày sinh (tuổi)  | Số trận | Bt | Câu lạc bộ    | Lần cuối triệu tập                  |
| -- | --------------------- | ----------------- | ------- | -- | ------------- | ----------------------------------- |
| TM | Abdoul Moubarak Aïgba | 5 tháng 8, 1997   | 7       | 0  | Sofapaka      | vs. Cộng hòa Congo, 12 October 2021 |
| TM | Djehani Nguissan      | 1 tháng 2, 1990   | 8       | 0  | Hayabley/CNSS | vs. Gambia, 8 June 2021             |
|    |                       |                   |         |    |               |                                     |
| HV | Abdoul-Halimou Sama   | 28 tháng 7, 2002  | 2       | 0  | ASKO Kara     | vs. Cộng hòa Congo, 12 October 2021 |
| HV | Frederic Ananou       | 20 tháng 9, 1997  | 0       | 0  | Paderborn     | vs. Cộng hòa Congo, 12 October 2021 |
| HV | Adewale Olufade       | 21 tháng 8, 1994  | 8       | 0  | Manama        | vs. Gambia, 8 June 2021             |
| HV | Dové Womé             | 8 tháng 6, 1991   | 37      | 7  | Al-Diwaniya   | vs. Gambia, 8 June 2021             |
| HV | Loïc Bessilé          | 19 tháng 2, 1999  | 2       | 0  | Charleroi     | vs. Gambia, 8 June 2021             |
|    |                       |                   |         |    |               |                                     |
| TV | Floyd Ayité           | 15 tháng 12, 1988 | 46      | 11 | Valenciennes  | vs. Cộng hòa Congo, 12 October 2021 |
| TV | Henri Eninful         | 21 tháng 7, 1992  | 11      | 1  | Lahti         | vs. Namibia, 5 September 2021       |
| TV | Kossivi Amédédjisso   | 31 tháng 12, 2001 | 1       | 0  | RB Leipzig    | vs. Namibia, 5 September 2021       |
| TV | Mani Ougadja          | 31 tháng 1, 1988  | 1       | 0  | Kara          | vs. Namibia, 5 September 2021       |
| TV | Faride Tchadenou      | 5 tháng 5, 1994   | 0       | 0  | Hafia         | vs. Gambia, 8 June 2021             |
| TV | Bilal Akoro           | 14 tháng 12, 1999 | 6       | 1  | AS OTR        | vs. Kenya, 29 March 2021            |
|    |                       |                   |         |    |               |                                     |
| TĐ | Gilles Sunu           | 30 tháng 3, 1991  | 12      | 2  | Châteauroux   | vs. Namibia, 5 September 2021       |

## Huấn luyện viên
Dưới đây là danh sách các huấn luyện viên đội tuyển Togo, từ năm 1997.
| - Eberhard Vogel (1997–98) - Antônio Dumas (2002–04) - Stephen Keshi (2004–06) - Otto Pfister (2006) | - Stephen Keshi (2006–08) - Henri Stambouli (2008) - Kodjovi Mawuéna (2008–09) - Jean Thissen (2009) | - Hubert Velud (2009–10) - Thierry Froger (2010–2011) - Stephen Keshi (2011) - Didier Six (2011, tạm quyền) |  |